# Меліоративна вулиця (Київ, Куликове)
Меліорати́вна ву́лиця — зникла вулиця, що існувала в Дніпровському районі Києва, місцевість Куликове. Пролягала від вулиці Остафія Дашкевича до вулиці Генерала Карбишева.
Прилучалися вулиці Едуарда Вільде, Сулеймана Стальського, Крайня.

## Історія
Вулиця виникла в середині XX століття під назвою Нова. Назву Меліоративна вулиця набула 1957 року.
Ліквідована на початку 1980-х років у зв'язку зі знесенням старої забудови колишнього селища Куликове та частковим переплануванням місцевості.